# Egiptul de Jos

Harta reprezentând Egiptul de Jos și Egiptul de Sus.

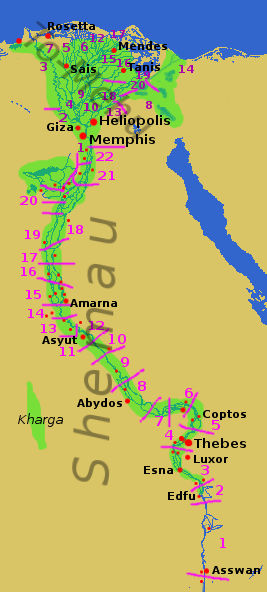
Harta Egiptului de Sus şi a Egiptului de Jos

Egiptul de Jos este la nord, adică acea parte unde Delta Nilului se varsă în Marea Mediterană. Motivul acestei aparente inversiuni este acela că Egiptul era considerat „un dar al Nilului” și deci așa se explică și raportarea tuturor măsurătorilor la acesta.
Egiptul de Jos era cunoscut faraonilor sub numele de Ta-Mehu. Ca și Egiptul de Sus și această parte a țării era împărțită în nome, însă regiunea fiind mai puțin dezvoltată organizarea acestora a trecut prin mai multe schimbări. În cele din urmă au rămas 20, prima fiind Memphis.